# Raksta
Denna artikel handlar om en tätort i Tyresö kommun i Södermanland. För tätorten i Arvika kommun i Värmland, se Rackstad.
Raksta är en ort i Tyresö kommun, Stockholms län. 2015 växte Raksta tätort samman med Stockholms tätort.

## Historia
Raksta, som i skriftliga handlingar omtalas första gången 1562, var ursprungligen ett torp under Tyresö slott.

### Befolkningsutveckling
| Befolkningsutvecklingen i Raksta/Raksta och Solberga 1990–2010                                                                                 | Befolkningsutvecklingen i Raksta/Raksta och Solberga 1990–2010 | Befolkningsutvecklingen i Raksta/Raksta och Solberga 1990–2010 | Befolkningsutvecklingen i Raksta/Raksta och Solberga 1990–2010 | Befolkningsutvecklingen i Raksta/Raksta och Solberga 1990–2010 |
| --- | -------------------------------------------------------------- | -------------------------------------------------------------- | -------------------------------------------------------------- | -------------------------------------------------------------- |
| |                                                                |                                                                |                                                                |                                                                |
| År |                                                                |                                                                | Folkmängd                                                      | Areal (ha)                                                     |
| 1990 | 1990                                                           |                                                                | 345                                                            | 176#                                                           |
| 1995 | 1995                                                           |                                                                | 437                                                            | 179                                                            |
| 2000 | 2000                                                           |                                                                | 537                                                            | 179                                                            |
| 2005 | 2005                                                           |                                                                | 629                                                            | 180                                                            |
| 2010 | 2010                                                           |                                                                | 746                                                            | 179                                                            |
| Anm.: Ny tätort 1995 (räknades tidigare som småort på grund av för hög andel fritidsbebyggelse). Sammanvuxen med Stockholm 2015. # Som småort. |                                                                |                                                                |                                                                |                                                                |